# Justen de Wildt
Justen de Wildt (Veenendaal, november 2003) is een Nederlandse volkszanger. In 2022 bracht hij het nummer 'esmeralda' uit.
1. ↑  Justen de Wildt wil aan de hand van ‘Esmeralda’ stappen maken. www.derijnpost.nl (14 mei 2022). Geraadpleegd op 9 augustus 2025.
2. ↑  https://www.gelderlander.nl/de-vallei/volkszanger-justen-geboren-met-een-oude-ziel~a8ca142a/